# Алеурометр
Алеуро́метр (от греч. ἄλευρον — мука) — измерительный прибор, изобретённый Боландом в городе Париже для испытания пригодности муки для печения хлеба.
Алеурометр основан на том принципе, что качество муки определяется степенью тягучести содержащейся в ней клейковины. Это — закрытый снизу цилиндр, сквозь крышку которого проходит подвижной поршень, снабженный на верхнем конце делениями от 25 до 50.
В нижнюю часть цилиндра вводится определенное по весу количество ещё влажной клейковины, полученной вымыванием крахмала из муки, и затем цилиндр ставят в масляную ванну, нагретую до 150° Цельсия (температура печения хлеба). Заключённая в клейковине вода превращается в пар и растягивает массу тем сильнее, чем последняя более тягуча. Вследствие этого поршень подымается, и на показывающейся из крышки шкале можно прямо прочитать величину растяжения.
Если прибор показывает меньше 25, то мука не годна для хлеба; она тем лучше, чем ближе растяжение подходит к верхней границе. В начале XIX века доктор Сельник в Лейпциге усовершенствовал устройство масляной ванны (медный сосуд с трубкой, в которой помещается термометр и алеурометр) в том отношении, что в неё можно поставить за раз несколько цилиндров.